# Ontmoeting voor Guatemala
Ontmoeting voor Guatemala (Spaans: Encuentro por Guatemala, EG) is een centrumlinkse politieke partij in Guatemala. De partij zet zich vooral in voor de verbetering van het lot van de inheemse bevolking van Guatemala.
De partij werd in 2007 opgericht door de mensenrechtenactiviste Rigoberta Menchú, winnares van de nobelprijs voor de Vrede in 1992. Menchú won in datzelfde jaar 3,09% van de stemmen in de presidentsverkiezingen, terwijl de partij vier zetels won in het 158 zetels tellende Congres van de Republiek.

## Presidentskandidaten
- 2007: Rigoberta Menchú (verloren)
- 2011: Harold Caballeros (verloren)
- 2015: José Ángel López (verloren)
- 2019: Manfredo Marroquín